# プレコリン-8Xメチルムターゼ
プレコリン-8Xメチルムターゼ(Precorrin-8X methylmutase、EC 5.4.1.2)は、以下の化学反応を触媒する酵素である。
プレコリン-8X{\displaystyle \rightleftharpoons }ヒドロゲノビリン酸
従って、この酵素の基質はプレコリン8Xのみ、生成物はヒドロゲノビリン酸のみである。
この酵素は異性化酵素、特にアシル基を転移する分子内転移酵素に分類される。系統名は、プレコリン-8X 11,12メチルムターゼ(precorrin-8X 11,12-methylmutase)である。他に、precorrin isomerase、hydrogenobyrinic acid-binding protein等とも呼ばれる。この酵素は、ポルフィリンとクロロフィルの代謝に関与している。

## 構造
2007年末時点で、6つの構造が解明されている。蛋白質構造データバンクのコードは、 1F2V、1I1H、1OU0、1V9C、2AFR及び2AFVである。